# Peter Tsai
Peter Tsai, čínsky  蔡秉燚 (* 6. února 1952) je tchajwansko-americký vědec v oblasti materiálů, který je nejlépe známý pro vynález a patentování filtru masky N95. Je odborníkem v oboru „netkané textilie“. Tsai byl emeritním profesorem na University of Tennessee, ale svůj odchod do důchodu ukončil během pandemie covidu-19 za účelem výzkumu sterilizace masky N95.
Peter Tsai se narodil v okrese Čching-šuej v Tchaj-čungu na Tchaj-wanu. Vystudoval inženýrství chemických vláken na National Taipei University of Technology. V roce 1981 odešel do Spojených států studovat na Kansas State University. Po získání titulu PhD v oboru materiálových věd přešel na University of Tennessee, kde se stal profesorem.
V roce 1992 vynalezl profesor Tsai a jeho tým filtr masky N95. Materiál se skládá z pozitivních i negativních nábojů, které jsou schopné přilákat částice (například prach, bakterie a viry) a blokovat alespoň 95% z nich (pomocí polarizace), než částice projdou maskou. V roce 1995 byla tato technologie patentována ve Spojených státech amerických a brzy byla použita k výrobě masek N95. Profesor Tsai je držitelem celkem 12 amerických patentů.